# Yuttana Ruangsuksut
Yuttana Ruangsuksut (thailändisch ยุทธนา เรืองสุขสุด, * 29. August 1989 in Surin), auch als Ron (thailändisch รอน) bekannt, ist ein thailändischer Fußballspieler.

## Karriere
Yuttana Ruangsuksut erlernte das Fußballspielen in der Jugendmannschaft des Drittligisten North Bangkok University FC in Bangkok. Hier unterschrieb er 2009 auch seinen ersten Vertrag. 2013 wechselte er nach Nakhon Ratchasima zum Nakhon Ratchasima FC. Der Verein spielte in der zweiten Liga, der Thai Premier League Division 1. 2014 wurde er Meister der zweiten Liga und stieg somit in die erste Liga, der Thai Premier League, auf. 2016 verließ er Korat und wechselte zum Ligakonkurrenten Sisaket FC nach Sisaket. Am Ende der Saison 2017 wurde der Club 17. der Tabelle und stieg in die zweite Liga ab. Nach dem Abstieg verließ er Sisaket und schloss sich 2018 dem Zweitligisten Khon Kaen FC aus Khon Kaen an. Hier stand er bis Ende 2019 unter Vertrag. Anfang 2020 verpflichtete ihn der Drittligist Muangkan United FC. Der Verein aus Kanchanaburi spielte in der dritten Liga, der Thai League 3. Mit Muangkan spielte er in der Western Region. Am Ende der Saison wurde er mit dem Verein Meister der Region. In den Aufstiegsspielen zur zweiten Liga wurde belegte man den zweiten Platz und stieg somit in die zweite Liga auf. Nach dem Aufstieg verließ er den Verein und wechselte nach Pattaya. Hier schloss er sich dem Drittligisten Pattaya Dolphins United an. Am Ende der Saison 2021/22 feierte er mit den Dolphins die Meisterschaft der Eastern Region. In den Aufstiegsspielen zur zweiten Liga konnte man sich jedoch nicht durchsetzen. Nach der Meisterschaft schloss er sich im Sommer 2022 dem Drittligisten Kanjanapat FC an. Mit dem Klub spielte er in der Western Region der Liga. Hier stand er die Hinrunde unter Vertrag. Die Rückrunde der Saison 2022/23 spielte er in Bangkok beim Drittligisten Kasem Bundit University FC. Mit Kasem Bundit spielte er in der Bangkok Metropolitan Region. Im Sommer 2023 wechselte er zum ebenfalls in der Hauptstadt beheimateten Amateurligisten Romklao United FC. Mit dem Verein spiele er einmal im Pokal. Im Januar 2024 wechselte er nach Kanchanaburi zum Zweitligisten Dragon Pathumwan Kanchanaburi FC.

## Erfolge
Nakhon Ratchasima FC
- Thai Premier League Division 1: 2014  ▲

Muangkan United FC
- Thai League 3 – West: 2020/21
- Thai League 3 – National Championship: 2020/21 (2. Platz)  ▲

Pattaya Dolphins United
- Thai League 3 – East: 2021/22